# بورونية ليمونية الرائحة
بورونية ليمونية الرائحة (الاسم العلمي:Boronia citriodora) هي نوع من النباتات تتبع جنس البورونية من الفصيلة السذابية.